# جایزه بزرگ استرالیا ۲۰۲۳
جایزه بزرگ استرالیا ۲۰۲۳ (که با عنوان رسمی جایزه بزرگ فرمول ۱ رولکس استرالیا ۲۰۲۳ شناخته میشود) یک مسابقه اتومبیلرانی فرمول یک بود که در ۲ آوریل ۲۰۲۳ در پیست آلبرت پارک در ملبورن، ویکتوریا، استرالیا برگزار شد. این مسابقه سومین دور از مسابقات فرمول یک فصل ۲۰۲۳ بود.

ماکس فرستاپن در این مسابقه به پیروزی رسید و لوئیس همیلتون رده دوم را کسب کرد و فرناندو آلونسو در جایگاه سوم ایستاد. این رویداد در آن زمان رکورد جدیدی برای حضور طرفداران در پیست را در یک آخر هفته با ۴۴۴۶۳۱ تماشاگر به ثبت رساند و آن را تبدیل به پربیننده ترین رویداد ورزشی تاریخ در ملبورن تبدیل کرد.